# Опасна зона
„Опасна зона“ (на английски: On Deadly Ground) е щатски екологичен екшън приключенски филм от 1994 г. на режисьора Стивън Сегал (който е копродуцент), по сценарий на Ед Хоровиц и Робин Русин. Във филма участват Стивън Сегал, Майкъл Кейн, Джоан Чен, Джон Макгинли, Роналд Лий Ърми и Били Боб Торнтън.

## Актьорски състав
| Актьор           | Роля            |
| ---------------- | --------------- |
| Стивън Сегал     | Форест Тафт     |
| Майкъл Кейн      | Майкъл Дженингс |
| Джоан Чен        | Масу            |
| Джон Макгинли    | Макгрудър       |
| Роналд Лий Ърми  | Стоун           |
| Шари Шатук       | Лайлс           |
| Били Боб Торнтън | Хоумър Карлтън  |
| Ричард Хамилтън  | Хю Палмър       |
| Вожд Ървин Банк  | Силок           |
| Джон Трудел      | Джони Редфадър  |
| Майк Стар        | Големият Майк   |
| Свен-Ол Торсен   | Ото             |
| Барт Мечката     | Мечката         |

## В България
В България филмът е издаден на VHS от „Александра Видео“ през 1995 г.
На 12 май 2001 г. е излъчен за първи път по „Би Ти Ви“
На 2 септември 2011 г. се излъчва отново по каналите на „БТВ Медиа Груп“.
Български дублаж
| Озвучаващи артисти  | Христина Ибришимова Ангел Генов Христо Чешмеджиев Иван Петков Симеон Владов |
| Преводач            | Анна Делчева                                                                |
| Тонрежисьор         | Галина Наумова                                                              |
| Режисьор на дублажа | Радослав Рачев                                                              |